# Оризово
Оризово (болг. Оризово) — село в Болгарии. Находится в Старозагорской области, входит в общину Братя-Даскалови. Население составляет 1 453 человека.

## Политическая ситуация
В местном кметстве Оризово, в состав которого входит Оризово, должность кмета (старосты) исполняет Стоян Ганчев Стоянов (Болгарская социалистическая партия (БСП)) по результатам выборов правления кметства.
Кмет (мэр) общины Братя-Даскалови — Ваня Тодорова Стоева (коалиция партий: Болгарская социалистическая партия (БСП) и национальное движение «Симеон Второй» (НДСВ)) по результатам выборов в правление общины.